# النگبام پانتهوی چانو
النگبام پانتهوی چانو (انگلیسی: Elangbam Panthoi Chanu؛ زادهٔ ۲۳ دسامبر ۱۹۹۶) بازیکن فوتبال اهل هند است.
از باشگاه‌هایی که در آن بازی کرده‌است می‌توان به اشاره کرد.
وی همچنین در تیم‌های ملی فوتبال زنان هند بازی کرده‌است.